# 会計参与設置会社
会計参与設置会社（かいけいさんよせっちがいしゃ）とは、会計参与を置く株式会社をいう（会社法第2条8号）。委員会を除く他の機関設置会社の条文と異なり、「この法律の規定により会計参与を置かなければならない」という文言はないが、解釈上会計参与を置かなければならない株式会社は存在する。
- 会社法について以下では、条数のみ記載する。

## 概要
- 会社法においては、原則として株式会社に会計参与を置くかどうかは任意である（326条2項）。
- ただし、非大会社である公開会社でない取締役会設置会社（委員会設置会社を除く）は、監査役を置かないときは会計参与を置かなければならない（327条2項･3項、328条2項）。
- なお、特例有限会社には会計参与を置くことができない（会社法の施行に伴う関係法律の整備等に関する法律17条1項）。

## 監査役併設の可否
会計参与設置会社であっても、別途監査役を設置することができる。したがって、会計参与設置会社のうち、監査役が設置されているものを監査役設置会社ということができる。

## 会計参与設置会社の特例
- 会計参与の規定（374条ないし380条）が適用される。

## 商業登記
本稿では、会計参与設置会社の定めの新設及び廃止の登記について説明する。
- 商業登記法はこの節で、登記法と記載する。

### 会計参与設置会社の定め新設

#### 概要及び登記事項
会計参与非設置会社は定款を変更して会計参与設置会社となることができる（915条1項・911条3項16号参照）。
会計参与設置会社の定めの新設は定款変更であるから、株主総会の特別決議によらなければならない（309条2項11号・466条）。
登記事項は、会計参与設置会社の定めを設定した旨、会計参与の氏名又は名称、計算書類等の備置き場所及び変更年月日である（2006年3月31日民商782号通達第2部第3-6(2)ア（ア））。登記記録の具体例については、2006年4月26日民商1110号依命通知第4節第5-1を参照。

#### 登記申請書記載事項（一部）
登記の事由（登記法17条2項3号）は「登記の事由　会計参与設置会社の定めの設定」のように記載する。
登記すべき事項（登記法17条2項4号）は会計参与設置会社となった旨及び変更年月日を記載する。会計参与が就任した旨、会計参与の氏名又は名称及び計算書類等の備置き場所並びに就任年月日も記載する。
登記すべき事項を記録した磁気ディスクを提出する場合、「登記すべき事項　別添FDのとおり」のように記載し、OCR用紙に記載した場合（1993年12月27日民四7783号通達第7-1）、「登記すべき事項　別紙のとおり」のように記載する。
添付書面（1961年9月15日民甲2281号回答、一部）は株主総会議事録（登記法46条）及び就任を承諾したことを証する書面（登記法54条2項1号）並びに、会計参与が法人であるときは登記事項証明書（登記法54条2項2号）、法人でないときは公認会計士又は税理士であることを証する書面（登記法54条2項3号）である（2006年3月31日民商782号通達第2部第3-6(2)ア（イ））。通数も記載しなければならない（1961年9月15日民甲2281号回答）。
登録免許税（登記法17条2項6号）は会計参与設置会社の定め新設の分が申請1件につき3万円であり（登録免許税法別表第1-24(1)ネ）、会計参与の就任の登記の分が申請1件につき3万円（資本金の額が1億円以下の会社については1万円）である（同法別表第1-24(1)カ）。

### 会計参与設置会社の定め廃止

#### 概要及び登記事項
会計参与設置会社は定款を変更して会計参与非設置会社となることができる（915条1項・（911条3項16号参照）。この変更をした場合、会計参与は任期満了により退任となる（334条2項）ので、解任や辞任の手続きをとる必要はない。また、327条2項の規定により、監査役設置会社又は委員会設置会社とならなければならない場合がある。
会計参与設置会社の定めの廃止は定款変更であるから、株主総会の特別決議によらなければならない（309条2項11号・466条）。
登記事項は、会計参与設置会社の定めを廃止した旨、会計参与が退任した旨及び変更年月日である（2006年3月31日民商782号通達第2部第3-6(2)ウ（ア））。登記記録の具体例については、2006年4月26日民商1110号依命通知第4節第5-4(2)を参照。

#### 登記申請書記載事項（一部）
登記の事由（登記法17条2項3号）は「登記の事由　会計参与設置会社の定めの廃止」のように記載する。
登記すべき事項（登記法17条2項4号）は会計参与設置会社の定めを廃止した旨及び変更年月日を記載する。会計参与が退任した旨及び会計参与の氏名並びに退任年月日も記載する。また、以下の事項を記載しなければならない場合がある。
- 監査役設置会社となった旨及び変更年月日、監査役が就任した旨及び監査役の氏名並びに就任年月日
- 委員会設置会社となった旨及びそれに付随する登記並びに変更年月日（詳しくは委員会設置会社を参照）

登記すべき事項を記録した磁気ディスクを提出する場合及びOCR用紙に記載した場合の記載例は新設の場合と同様である。
添付書面（1961年9月15日民甲2281号回答、一部）は株主総会議事録（登記法46条・54条4項）である（2006年3月31日民商782号通達第2部第3-6(2)ウ（イ））。通数も記載しなければならない（1961年9月15日民甲2281号回答）。その他の添付書面については、監査役設置会社及び委員会設置会社を参照。
登録免許税（登記法17条2項6号）は会計参与設置会社の定め廃止の分が申請1件につき3万円であり（登録免許税法別表第1-24(1)ネ）、会計参与の退任の登記の分が申請1件につき3万円（資本金の額が1億円以下の会社については1万円）である（同法別表第1-24(1)カ）。委員会設置会社の定めを新設した場合については委員会設置会社を参照。